# Ebbe Skovdahl
Ebbe Skovdahl est un footballeur puis entraîneur danois né le 5 juillet 1945 à Copenhague et mort le 23 octobre 2020. Il évoluait au poste de défenseur.

## Carrière

### En tant que joueur
- 1955-1971 :  Vanløse IF
- 1971-1977 :  Brøndby IF

### En tant qu'entraîneur
- 1977 :  Brøndby IF (3e équipe)
- 1978-1980 :  Hvalsø IF
- 1980-1981 :  Glostrup IC
- 1982-1985 :  Brønshøj BK
- 1986-1987 :  Brøndby IF
- 1987-1988 :  Benfica Lisbonne
- 1988-1989 :  Brøndby IF
- 1990-1991 :  Vejle BK
- 1992-1999 :  Brøndby IF
- 1999-2003 :  Aberdeen FC
- 2003-2005 :  BK Frem

## Palmarès

### En tant qu'entraîneur
Avec Brøndby :
- champion du Danemark en 1988, 1996, 1997, 1998,
- vainqueur de la Coupe du Danemark en 1989, 1994 et 1998.

Avec le Benfica Lisbonne :
- vainqueur du Trophée Teresa-Herrera en 1987.